# Walter J. Harvey
Pour les articles homonymes, voir Harvey.
Walter James « Jimmy » Harvey-Pape, né le 9 février 1903 à Londres (quartier d'Hornsey), ville où il est mort en 1979, est un directeur de la photographie anglais (membre de la BSC), crédité le plus souvent Walter J. Harvey ou Walter Harvey ou encore Jimmy Harvey.

## Biographie
Frère de l'actrice Lilian Harvey (née Pape, 1906-1968) — ayant tous deux un père d'origine allemande —, Walter Harvey-Pape débute sous ce nom comme chef opérateur d'un film allemand muet sorti en 1926. Après trois autres films allemands, les deux derniers sortis en 1928, il revient dans sa ville natale de Londres et poursuit sa carrière en Angleterre.
Il contribue ainsi à plus de cent films britanniques (y compris quelques courts métrages) sortis entre 1929 et 1966, dont des productions de la Hammer.
Il collabore en particulier à plusieurs réalisations de Terence Fisher — ex. : Song for Tomorrow (1948, avec Ralph Michael et Christopher Lee), Stolen Face (1952, avec Paul Henreid et André Morell) et Meurtres sans empreintes (1954, avec Paulette Goddard et William Sylvester) — ou bien de Val Guest — ex. : La Revanche de Robin des Bois (1954, avec Don Taylor et Reginald Beckwith) et Le Monstre (1955, avec Brian Donlevy et Lionel Jeffries) —.
Citons aussi The Flying Squad d'Herbert Brenon (1940, avec Sebastian Shaw et Phyllis Brooks) et Le Saint défie Scotland Yard de Seymour Friedman (1953, avec Louis Hayward et Sydney Tafler).
Également directeur de la photographie pour la télévision britannique, il collabore à dix séries de 1958 à 1969, dont The Cheaters (en) (intégrale en trente-neuf épisodes, 1960-1962), Le Saint (trois épisodes, 1965-1967) ou Chapeau melon et bottes de cuir (huit épisodes, dont sept en seconde équipe, 1968).

## Filmographie partielle
(comme directeur de la photographie, sauf mention contraire)

### Cinéma

#### Période allemande
- 1926 : Vater werden ist nicht schwer... d'Erich Schönfelder
- 1927 : Un mari en vacances (Eheferien) de Victor Janson (premier assistant opérateur)
- 1928 : Das Fräulein von Kasse 12 d'Erich Schönfelder
- 1928 : Du sollst nicht stehlen de Victor Janson

#### Période britannique
- 1929 : The Vagabond Queen de Géza von Bolváry (premier assistant opérateur)
- 1930 : The Man from Chicago de Walter Summers
- 1931 : Hobson's Choice de Thomas Bentley
- 1931 : Love Lies de Lupino Lane
- 1932 : Money Talks (en) de Norman Lee
- 1933 : The Love Nest de Thomas Bentley
- 1936 : Ourselves Alone de Brian Desmond Hurst et Walter Summers
- 1936 : Le Collier de rubis (Treachery on the High Seas)
- 1937 : Bulldog Drummond at Bay de Norman Lee
- 1938 : Yellow Sands d'Herbert Brenon
- 1940 : Just William de Graham Cutts
- 1940 : The House of the Arrow d'Harold French
- 1940 : The Flying Squad d'Herbert Brenon
- 1941 : Tower of Terror de Lawrence Huntington
- 1948 : Song for Tomorrow de Terence Fisher
- 1950 : Someone at the Door de Francis Searle
- 1951 : To Have and to Hold de Godfrey Grayson
- 1951 : The Balck Widow de Vernon Sewell
- 1951 : Cloudburst de Francis Searle
- 1952 : The Last Page de Terence Fisher
- 1952 : Death of an Angel de Charles Saunders
- 1952 : Le Visage volé (Stolen Face) de Terence Fisher
- 1952 : Lady in the Fog de Sam Newfield
- 1952 : Wings of Danger de Terence Fisher
- 1953 : 36 Hours (en) de Montgomery Tully
- 1953 : Le Saint défie Scotland Yard (The Saint's Return) de Seymour Friedman
- 1953 : The Flanagan Boy de Reginald Le Borg
- 1953 : Blood Orange de Terence Fisher
- 1953 : Noose for a Lady de Wolf Rilla
- 1954 : Meurtres sans empreintes (A Stranger Came Home) de Terence Fisher
- 1954 : La Revanche de Robin des Bois (Men of Sherwood Forest) de Val Guest
- 1954 : Third Party Risk de Daniel Birt
- 1954 : Face the Music de Terence Fisher
- 1954 : The House Across the Lake de Ken Hughes
- 1954 : Murder by Proxy de Terence Fisher
- 1954 : Life with the Lyons de Val Guest
- 1954 : La Course à la mort (Mask of Dust) de Terence Fisher
- 1955 : Le Monstre (The Quatermass Xperiment) de Val Guest
- 1955 : The Glass Cage de Montgomery Tully
- 1955 : Stolen Assignment de Terence Fisher
- 1955 : Rapt à Hambourg (Break in the Circle) de Val Guest
- 1956 : Women Without Men d'Elmo Williams
- 1957 : Kill Her Gentry de Charles Saunders
- 1957 : Black Ice de Godfrey Grayson
- 1957 : Account Rendered de Peter Graham Scott
- 1957 : West of Suez d'Arthur Crabtree
- 1958 : Spy in the Sky! de W. Lee Wilder (coproduction américano-britannique)
- 1960 : Criminal Sexy (Jungle Street) de Charles Saunders
- 1960 : The Hand d'Henry Cass
- 1962 : Out of the Fog de Montgomery Tully
- 1962 : Danger by My Side de Charles Saunders
- 1963 : The Hi-Jackers de Jim O'Connolly

### Télévision
(séries britanniques)
- 1960-1962 : The Cheaters
  - Saisons 1 et 2, 39 épisodes (intégrale)
- 1965-1967 : Le Saint (The Saint)
  - Saison 3, épisode 23 Une belle fin (The Happy Suicide)
  - Saison 4, épisode 3 Le Champion (The Crooked Ring) de Leslie Norman
  - Saison 5, épisode 21 Dalila a disparu (Simon and Delilah) de Roy Ward Baker
- 1968 : Chapeau melon et bottes de cuir (première série, The Avengers)
  - Saison 6, épisode 12 Un dangereux marché (Have Guns – Will Haggle) de Ray Austin
  - Saison 6, épisode 1 Ne m'oubliez pas (Forget-Me-Knot) de James Hill, épisode 5 Double personnalité (Split!) de Roy Ward Baker, épisode 11 Clowneries (Look — (Stop Me If You've Heard This One) — But There Were These Two Fellers...) de James Hill, épisode 16 L'Invasion des Terriens (Invasion ot the Eathmen) de Don Sharp, épisode 19 Trop d'indices (The Curious Case of the Countless Clues) de Don Sharp, épisode 28 Mon rêve le plus fou (My Wildest Dream) de Robert Fuest, et épisode 32 Les Évadés du monastère (Get-a-Way) de Don Sharp (directeur de la photographie de seconde équipe)
- 1968-1969 : Les Champions (The Champions)
  - Saison unique, épisode 10 L'Avion fantôme (The Ghost Plane, 1968) de John Gilling, épisode 15 La Cage dorée (The Gilded Cage, 1969) de Cyril Frankel, épisode 17 Le Poison (Case of Lemmings, 1969), épisode 21 Voleurs de cadavres (The Body Snatchers, 1969), épisode 22 L'Évasion (Get Me Out of Here!, 1969) de Cyril Frankel, épisode 24 Plan zéro (Project Zero, 1969) de Don Sharp, et épisode 26 L'Espion (Full Circle, 1969) de John Gilling (directeur de la photographie de seconde équipe)

## Note et référence
1. ↑  Autres noms alternatifs (d'après l'IMDb ci-dessus) :  J. W. Harvey, James Harvey, Jimmy W. Harvey, W. J. Harvey ou Walter Harvey-Pape.